# ASP (pistolet)
Pour les articles homonymes, voir ASP.
L’ASP est un pistolet semi-automatique conçu dans les années 1960 par Armament Systems and Procedures pour les services clandestins des agences gouvernementales des États-Unis.

## Historique
Au début des années 1960, les services clandestins des agences gouvernementales des États-Unis cherchent à se procurer un pistolet semi-automatique qui soit à la fois puissant et facilement dissimulable. La CIA fait un premier essai en produisant une version raccourcie du Colt M1911A1, mais l’arme se montre bruyante et globalement moins efficace qu’un petit revolver chambré en .38 Special.
Finalement, l’entreprise Armament Systems and Procedures produit une arme plus satisfaisante chambrée en 9 mm Parabellum et dérivée du Smith & Wesson Model 39. La production est effectuée à partir d’exemplaires de série transformés, ce qui résulte en un coût assez élevé : en 1982, celui-ci était de 350 $ pour l’opération de conversion, auquel il faut ajouter le coût du Smith & Wesson Model 39 utilisé comme base.

## Description

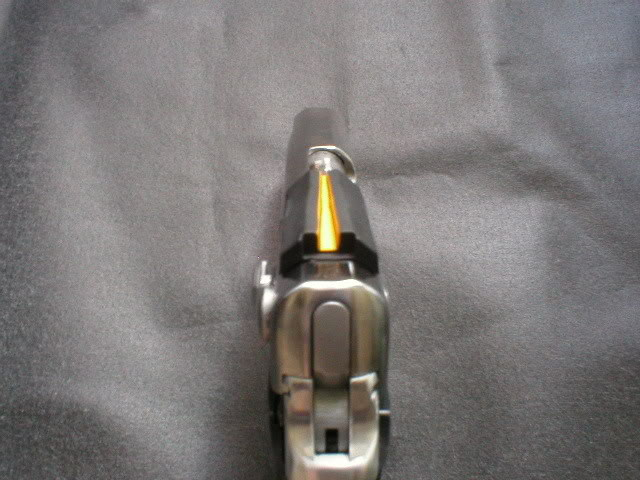
Vue de la mire de l’ASP en forme de gouttière.

L’ASP est un Smith & Wesson Model 39 modifié. La glissière et le canon sont raccourcis, de même que la taille des éléments protubérants, comme le cran de sureté, afin de réduire le risque que l’arme s’accroche dans les vêtements lorsqu’elle est dégainée. Les pièces du mécanismes sont poncées afin de limiter le plus possible les frottements et le ressort récupérateur remplacé. Le pontet est doté d’une repose-doigt, de même que la base des magasins, dans ce dernier cas afin de compenser le raccourcissement de la poignée.
Les surfaces sont toutes finies avec une couche de Téflon, mais l’une des caractéristiques la plus distinctive de l’arme est la plaquette transparente sur le côté gauche de la poignée, qui permet de vérifier le contenu du magasin sans l’extraire. L’autre trait distinctif de l’ASP est sa mire en forme de gouttière, dont les parois intérieures sont peintes en jaune.